# К воробью Лесбии
«К воробью Лесбии» (лат. Ad passerem Lesbiæ) — условное название стихотворения римского поэта Гая Валерия Катулла, включённого в состав посмертного сборника («Книги Катулла Веронского») под номером 2.

## Текст
Это стихотворение, как и другие тексты Катулла, сохранилось в единственной античной рукописи, обнаруженной около 1300 года в Вероне. Эта рукопись позже была утеряна, однако сохранились три её ренессансные копии. Из-за этих издержек рукописного копирования у ученых возникли сомнения относительно оригинальной формулировки стихотворения. Однако столетия исследований привели к консенсусу критической версии, причем исследование Катулла было первым применением генеалогического метода текстовой критики.
К этому тексту примыкает отрывок 2b из трех строчек, которые большинство исследователей после 1500 года считают относящимся к другому утраченному стихотворению, исходя из его отличающегося смысла.

## Воробей
В стихах автор обращается к воробью, который в античную эпоху считался посвящённым богине любви Венере. Хозяйка птицы не названа по имени, но уже античные читатели были уверены, что речь о возлюбленной Катулла Лесбии. Об этом пишет, в частности, Марциал. С точки зрения структуры стихотворение выглядит как пародия на гимн.
Парным к этому стихотворению является следующее, «На смерть воробья Лесбии», в котором повторяется одна из строк.  Из-за этих стихов в европейской живописи второй половины XIX века Лесбию изображали в компании воробьёв. В честь Лесбии назвали семейство колибри — колибри-шлейфоносцы (латинское название — Lesbia).
С первых дней после повторного открытия стихов Катулла некоторые ученые, одним из которых был  ренессансный поэт Анджело Полициано, предположили, что воробей в данных двух стихотворениях выступает в качестве фаллического символа (особенно если sinu в строке 2 переводится как «колени», а не «грудь»): «в этих фривольных стихотворениях Катулл, пародируя торжественные гимны в честь богов, под именем „воробьишки“ изображает одну из частей собственного тела. Однако эффект двойной интерпретации нередко вводил читателей в заблуждение, и эти стихи воспринимались только как обращение к реальной птице». Некоторые исследователи полагают, что, учитывая обилие фривольностей и двусмысленностей в поэзии Катулла, эта версия имеет право на существование, но другие комментаторы (В. Кролль, Р. Эллис и др.) считают её абсурдной и не подлежащей обсуждению. Тем не менее, возможность этого эвфемизма продолжает активно обсуждаться: см. Catullus_3#Latin:_passer.

Ср. у Марциала: 
...Никуда не гожусь я трезвый! Выпью —

И пятнадцать сидит во мне поэтов.

Поцелуев Катулловых ты дай мне,

И коль дашь мне их столько, сколько счел он,

Воробья ты Катуллова получишь.

## Устойчивые метафоры в традиции русских переводов
В русских переводах стихотворения прослеживается особая метафорическая традиция. По наблюдениям исследователя Софьи Андреевой, переводчики часто использовали образ воробья, создавая двойственность прочтения: как буквальное описание домашнего питомца Лесбии, так и как эротический символ в контексте женской телесности. В этой интерпретации анатомические детали птицы (в частности, клюв) соотносятся с женской физиологией, а описанные действия метафорически отражают практики самоудовлетворения. Это особенно заметно в следующих строках:
Воробей, зазнобы радость милой, С кем играет и на лоне греет, Кончик пальца дарит слабой силой, Чтоб клевал его еще смелее...
Данная метафорическая интерпретация отражает характерную для русской поэтической традиции тенденцию к использованию природных образов для передачи интимных мотивов. При этом сохраняется многозначность образа, позволяющая воспринимать текст как на буквальном, так и на символическом уровне.